# Hexacolus
Hexacolus är ett släkte av skalbaggar. Hexacolus ingår i familjen vivlar.

## Dottertaxa tillHexacolus, i alfabetisk ordning[1]
- Hexacolus banosus
- Hexacolus bicolor
- Hexacolus blandfordi
- Hexacolus boliviae
- Hexacolus brasiliensis
- Hexacolus bruchi
- Hexacolus cecropii
- Hexacolus columbianus
- Hexacolus cubensis
- Hexacolus discedens
- Hexacolus eggersi
- Hexacolus ellipticus
- Hexacolus frontoglabratus
- Hexacolus glaber
- Hexacolus glabratus
- Hexacolus glabrellus
- Hexacolus grandis
- Hexacolus insularis
- Hexacolus laevigatus
- Hexacolus levis
- Hexacolus longicollis
- Hexacolus melanocephalus
- Hexacolus minutissimus
- Hexacolus morulus
- Hexacolus multistriatus
- Hexacolus nardus
- Hexacolus nitellus
- Hexacolus nitens
- Hexacolus nitidissimus
- Hexacolus notatus
- Hexacolus oblongus
- Hexacolus obscurus
- Hexacolus ovalis
- Hexacolus parallelus
- Hexacolus pelicerinus
- Hexacolus pelicipennis
- Hexacolus piceus
- Hexacolus pilifrons
- Hexacolus pseudoacuminatus
- Hexacolus pseudobicolor
- Hexacolus puer
- Hexacolus reticulatus
- Hexacolus rugicollis
- Hexacolus setosus
- Hexacolus striatus
- Hexacolus subcribrosus
- Hexacolus subparallelus
- Hexacolus swieteniae
- Hexacolus tenuis
- Hexacolus unipunctatus